# Blazing Thunder
Blazing Thunder è un videogioco pubblicato nel 1990 per Commodore 64, ZX Spectrum e Amstrad CPC e nel 1991 per i più moderni Amiga e Atari ST dalla Hi-Tec Software. Si tratta di uno sparatutto a scorrimento a basso budget, in cui si controlla un mini carro armato.

## Modalità di gioco
Il gioco è un tipico sparatutto a scorrimento verticale, simile a classici come Ikari Warriors o Commando, ma in questo caso il giocatore controlla sempre un veicolo ed è in grado di eliminare la fanteria nemica anche passandoci sopra, sebbene subendo un piccolo danno. Lo scorrimento non è forzato e il veicolo può muoversi e sparare in tutte le otto direzioni. Oltre che di più vite è dotato di una barra di energia, di un numero limitato di superbombe e può raccogliere potenziamenti per l'arma principale. I nemici sono vari tipi di soldati, postazioni e veicoli moderni. Ci sono cinque livelli da affrontare, con boss finali.